# Shoah en Roumanie
Pour un article plus général, voir Histoire de la Roumanie pendant la Seconde Guerre mondiale.

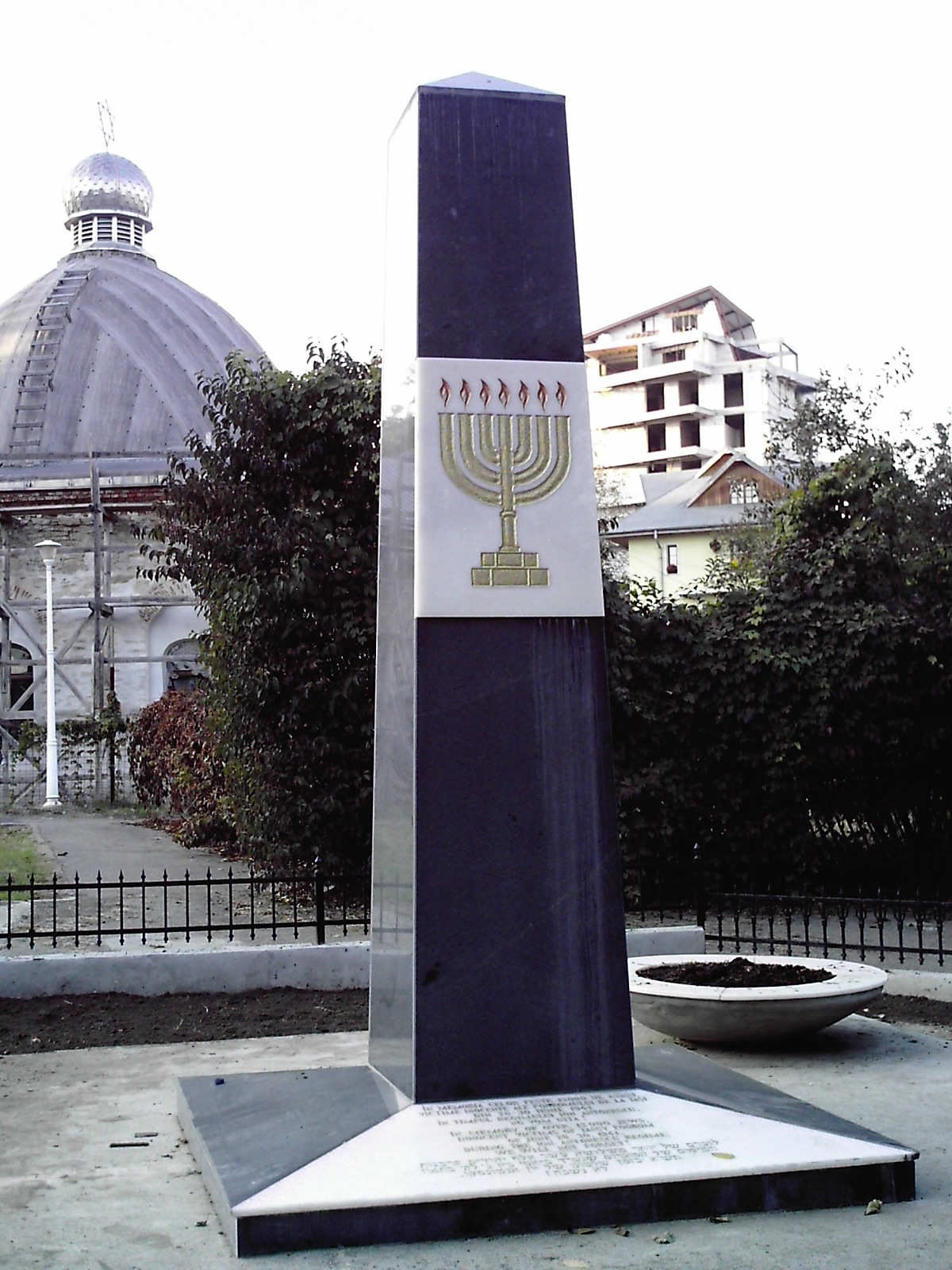
Monument de la Shoah à Iași.

L'expression Shoah en Roumanie désigne la persécution et l'extermination de Juifs en Roumanie, qui débute en 1937 avec les mesures discriminatoires du gouvernement d'Octavian Goga, se poursuit et s'aggrave en 1940 avec l'établissement de « l'État national-légionnaire », devient systématique en 1941 avec le régime Antonescu et cesse le soir du 23 août 1944 lorsqu'Antonescu est renversé et que la Roumanie rejoint les Alliés. 
Elle a concerné la communauté juive de Roumanie qui, au recensement de 1938, comptait 756 930 personnes. Les victimes ont été recensées par la commission d'enquête rassemblée par Elie Wiesel qui s'est appuyée sur les travaux historiques antérieurs et sur les archives militaires roumaines, accessibles depuis 1990.

## Vue d'ensemble

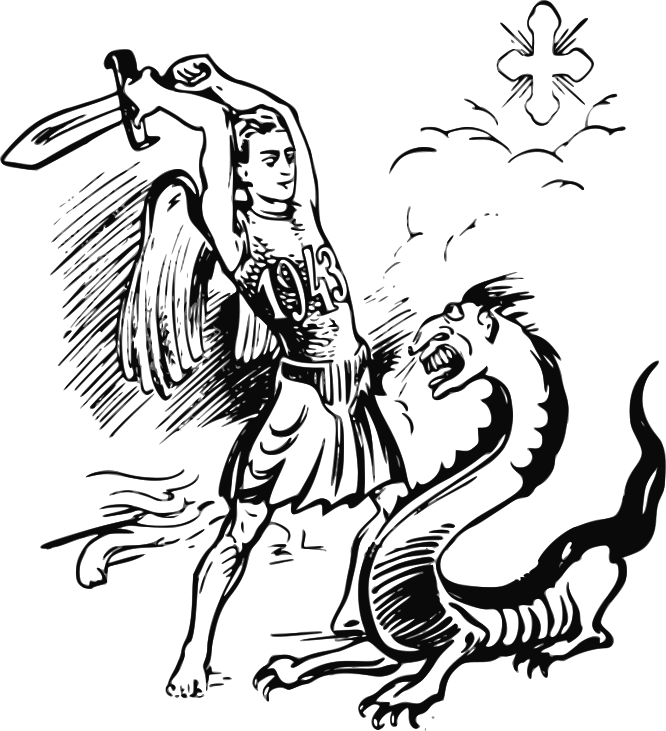
« La nouvelle année nous apportera la victoire », du journal Molva, publié par et pour des russophones collaborateurs à Odessa sous l'occupation roumaine. Le Nouvel An 1943, vainquant un dragon représentant l'Union soviétique, peut être ainsi résumé : « L'auteur a dépeint Michel l'Archange avec une épée sur la tête d'une créature mythique hideuse avec des traits sémitiques distincts et une croix orthodoxe étincelant au-dessus des nuages. »

Selon Raul Hilberg, un cinquième des 756 930 Juifs roumains recensés en 1938, soit 146 264 personnes, vivaient en Roumanie au recensement de 1956. Parmi les 80 % manquants, soit 611 000 personnes, il y aurait environ 330 000 victimes de la Shoah et 280 000 survivants (dont 170 000 devenus soviétiques et 110 000 émigrés).
En effet, sur les 756 930 Juifs roumains de 1938, près de 400 000 changent de nationalité en 1940 lorsque la Roumanie cède 40 % de son territoire à l'URSS, à la Hongrie et à la Bulgarie, tandis que 356 237 conservent la nationalité roumaine et apparaissent au recensement de 1941 ; après la guerre, au fil des années, la communauté des survivants s'étiole, émigrant vers Israël, vers la France ou vers les États-Unis : les Juifs ne sont plus que 146 254 au recensement de 1956, que 24 667 en 1970, que 9 670 en 1992, que 6 179 en 2002 et que 643 en 2012. De plus, depuis la Shoah, un nombre indéterminé, mais élevé de Juifs roumains ont préféré se déclarer seulement « Roumains » aux recensements.
En 2003, la commission d'enquête présidée par Elie Wiesel sous les auspices du gouvernement roumain, a fait le macabre inventaire de la Shoah en Roumanie : selon ses conclusions, parmi les 44 % de Juifs roumains assassinés soit environ 330 000 personnes, le régime pro-nazi hongrois de Ferenc Szálasi est responsable d'environ 120 000 victimes en Transylvanie (dont 85 000 déportées vers l'Allemagne nazie) et le régime pro-nazi roumain d'Ion Antonescu d'environ 210 000 victimes (en 1940, environ 250 000 juifs roumains sont devenus soviétiques par la cession à l'URSS, selon le pacte germano-soviétique, des territoires où ils vivaient, et un an plus tard, lors de l'opération Barbarossa et dans les trois ans suivants, l'armée roumaine, revenue sur ces territoires en alliée du Reich et supplétive des forces nazies, assassina plus de 120 000 Juifs en Bessarabie, à Odessa et en Transnistrie, qu'ils aient été roumains ou non avant 1940 ; environ 90 000 d'entre eux qui avaient fui vers l'Est lors de l'attaque, furent rattrapés par l'Einsatzgruppe D ou par l'armée roumaine et tués en Ukraine,,.
La commission Wiesel conclut que, comme le régime de Pétain, celui d'Antonescu a mis en œuvre, au-delà des attentes de l'Allemagne nazie, sa propre politique de destruction des Juifs présents sur son territoire. Le régime d'Antonescu a clairement proclamé sa volonté d'exterminer sa population juive d'avant-guerre, mais la désorganisation, l'inefficacité, la corruption endémiques de l'administration et de l'armée roumaine,,, l'action de quelques gradés refusant de devenir des criminels de guerre, celle des « justes » comme Traian Popovici et surtout les craintes des gouvernants et des militaires roumains après la défaite de Stalingrad expliquent que le génocide des Juifs roumains n'ait pas anéanti plus que 44 % d'entre eux ; les discriminations, les persécutions et les spoliations, en revanche, ont atteint toute la communauté.

## Situation des Juifs avant l'alliance avec l'Allemagne

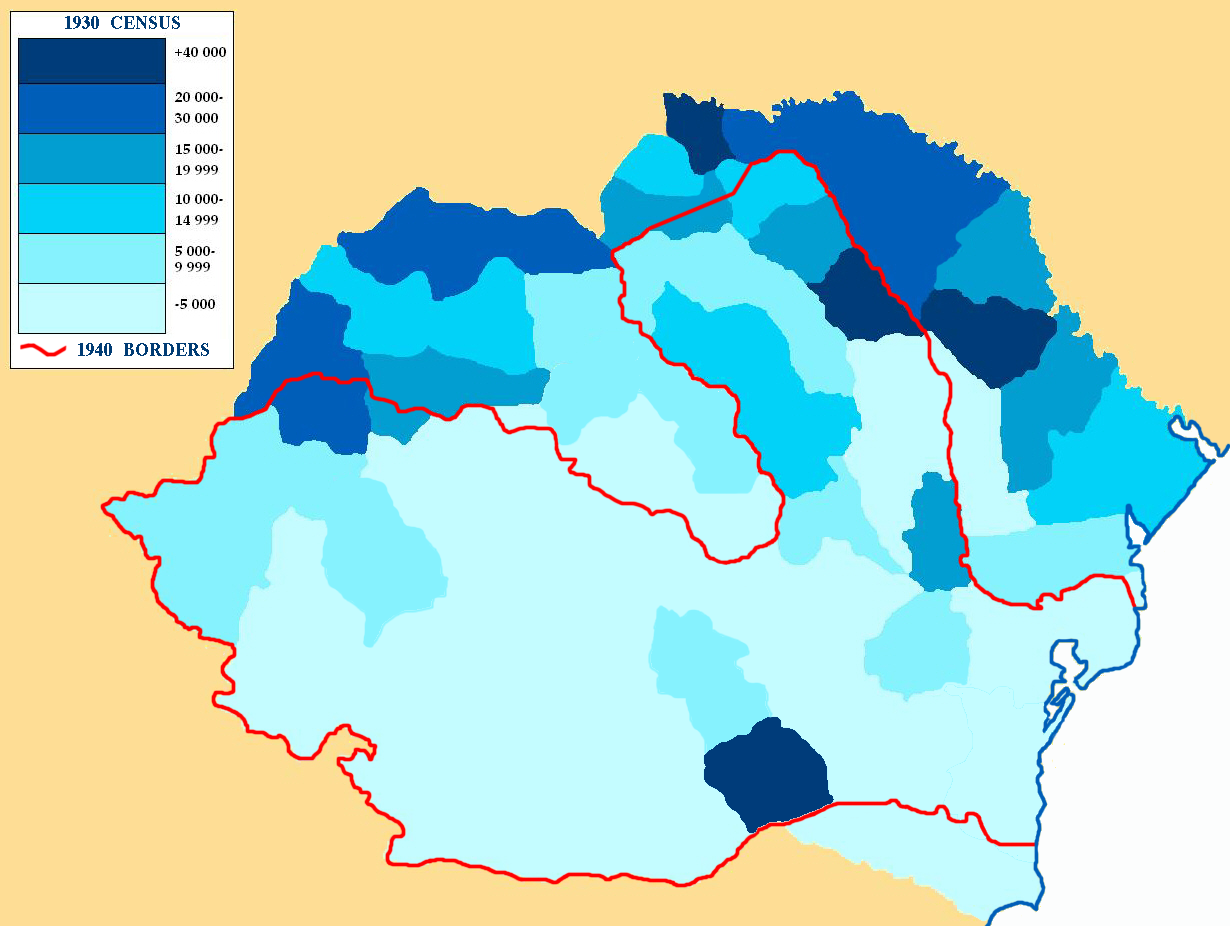
La population juive de la Roumanie au recensement de 1930. Les deux tiers deviennent citoyens soviétiques ou sujets (mais non citoyens) hongrois lors des changements territoriaux de 1940. Ceux devenus soviétiques seront les cibles prioritaires du régime d'Antonescu entre 1941 et 1944. Ceux devenus sujets hongrois seront les cibles du régime de Horthy entre 1940 et 1944.

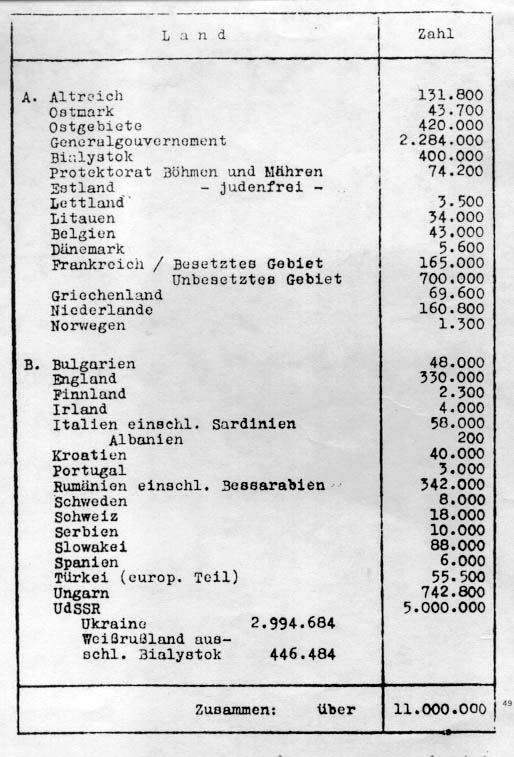
Objectifs de la conférence de Wannsee.

Avant que la Roumanie ne devienne officiellement alliée de l'Allemagne nazie et ne tombe sous son influence, la société roumaine (comme d'autres sociétés européennes contemporaines) comportait un grand nombre de Juifs intégrés (y compris dans les sphères politiques, économiques et universitaires) ainsi qu'une minorité de traditionalistes vivant en communautés repliées sur elles-mêmes (surtout dans le nord et l'est du pays). L'opinion publique était traversée de courants plus ou moins antisémites, portés par des partis nationalistes et xénophobes initialement très minoritaires. Après la Grande Dépression, le crédit de ces partis s'accroît dans l'opinion, surtout chez les petits-bourgeois appauvris qui adhèrent aux thèses du premier ministre Octavian Goga (qui prend les premières mesures de numerus clausus dans les universités et les professions libérales en 1937) ou de la Garde de fer, mouvement violemment antisémite. Si l'opinion reste partagée, ces partis d'extrême-droite reçoivent un certain soutien populaire et officiel lorsqu'ils demandent que les Juifs de Roumanie soient exclus de postes d’influence ou carrément expulsés du pays. En effet, la base électorale de ces partis se recrute désormais aussi parmi les ouvriers et les ruraux pauvres, qui étaient marginalisés sous les régimes impériaux austro-hongrois et russe, et qui imaginent les Juifs en agents de l'impérialisme soviétique ou hongrois, ou encore du capitalisme occidental corrompu, illustré par les frasques de Carol II et de sa maîtresse (d'origine juive) Elena Lupescu (le mariage de Charles II avec Elena Lupescu sera officialisé au Brésil en 1947).
Les premières mesures d'exclusion datent de décembre 1937, lorsque le gouvernement Goga retire la nationalité roumaine à 120 000 Juifs ; certains des successeurs de Goga continuent sur la même ligne et prononcent des interdictions professionnelles qui ne touchent encore que les personnes de religion juive. Le 8 août 1940, de nouvelles interdictions professionnelles ne touchent plus seulement les personnes de confession juive, mais aussi les marranes (chrétiens d'origine juive). Les mariages mixtes sont interdits. Ces diverses discriminations s'appliquent tout particulièrement (mais pas exclusivement) aux ashkénazim de langue yiddish, originaires de Galicie et de Russie, dont la naturalisation est postérieure à 1918.

## Situation des Juifs pendant les années de la Shoah

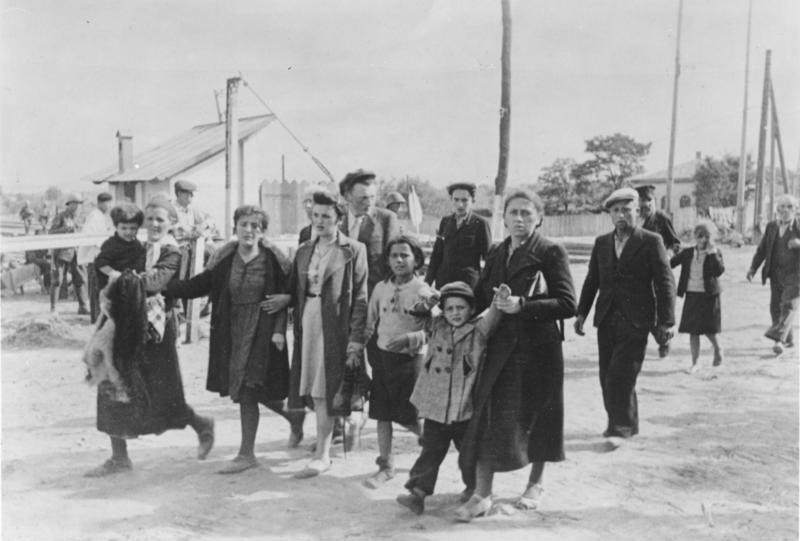
Juifs arrêtés à Chișinău en juillet 1941 par les autorités roumaines. Accusés d'être pro-soviétiques, ils sont déportés en Transnistrie d'où la plupart ne reviennent pas.

À partir de l'automne 1940, alors que les mesures d'exclusion professionnelle se durcissent, plusieurs milliers de Juifs par mois quittent la Roumanie pour la Palestine (environ 80 000 personnes, grâce à l'association Aliyah présidée par Eugène Meissner et Samuel Leibovici). Tous n'y parviendront pas, surtout après la déclaration de guerre des Alliés à la Roumanie (décembre 1941) qui en fait des citoyens d'un pays ennemi auxquels on n'accorde plus de visas pour la Palestine, comme en témoigne, entre autres, la tragédie du Struma. Le film Train de vie de Radu Mihaileanu évoque aussi ces tragédies.

### Massacre des Juifs dans les régions cédées

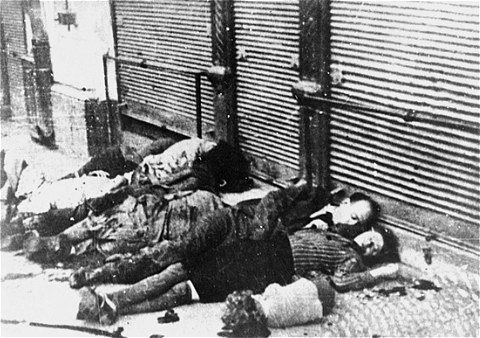
Juifs tués dans la rue pendant le pogrom de Iași.

Dans les régions cédées à la Hongrie (Transylvanie du Nord), le régime de l'Amiral Horthy refuse de déporter les Juifs malgré l'insistance d'Hitler. Mais quand les nazis envahissent la Hongrie et mettent en place le régime des Croix fléchées, ceux-ci déportent 120 000 Juifs à partir d'avril 1944, soit 80 % de la population juive de ce territoire (150 000 personnes : un cas emblématique est celui d'Éva Heyman).
Dans celles qui sont cédées à l'URSS, les Juifs ne seront pas inquiétés en tant que tels par les autorités soviétiques, mais d'une part le NKVD les embrigade de force pour l'aider à « dépister les ennemis du peuple » et d'autre part ceux d'entre eux qui étaient commerçants perdent leurs biens (nationalisés), et ceux qui avaient été fonctionnaires de l'État roumain sont déportés au Kazakhstan en tant que « laquais d'une puissance bourgeoise ».
Pour les premiers, c'est l'entrée en guerre de la Roumanie d'Antonescu lors de l'opération Barbarossa, le 22 juin 1941, qui marque le début de la Shoah, car le régime Antonescu les considère indistinctement comme des « suppôts du bolchévisme ». La plupart des massacres ont été perpétrés par les troupes roumaines dans les régions en guerre, souvent en collaboration avec l'Einsatzgruppe D allemand, mais beaucoup de persécutions se sont également produites à l'arrière.

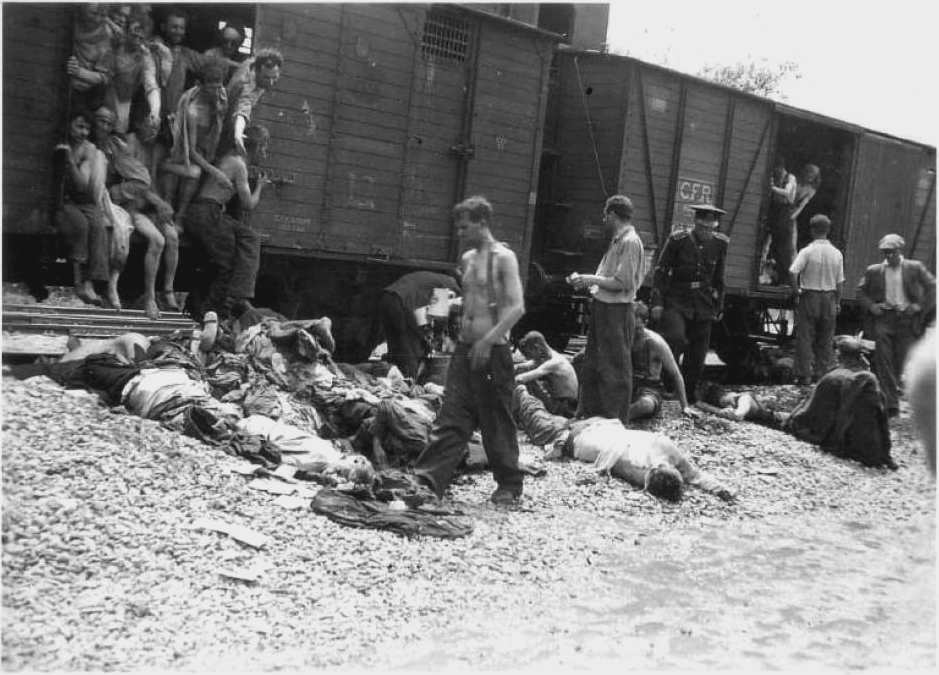
« Le Train de la mort » Podu Iloaiei, 27 juin 1941.

Dès après le 22 juin, un incident impliquant des déserteurs qui avaient tiré sur l'armée déclenche le pogrom de Iași : 12 000 Juifs sont massacrés ou enfermés dans des trains où ils meurent lentement, de soif ou de faim. Fin juillet, les Roumains refoulent de 25 000 à 30 000 Juifs de Bessarabie à l'est du Dniestr, en Transnistrie, où ils sont massacrés par les Einsatzgruppen.

Par la suite, les Roumains se voient octroyer la Transnistrie et y créent un gouvernorat : ils peuvent y envoyer 160 000 Juifs dans des conditions tellement précaires que seuls 135 000 sont encore vivants à l'arrivée. La moitié des 320 000 Juifs de Bessarabie, de Bucovine et du district de Dorohoi sont assassinés dans les mois qui suivent l'entrée en guerre de la Roumanie. Après les premiers massacres, ils sont rassemblés dans des ghettos d'où ils déportés en Transnistrie dans une quinzaine de camps de concentration.

Galerie 1941
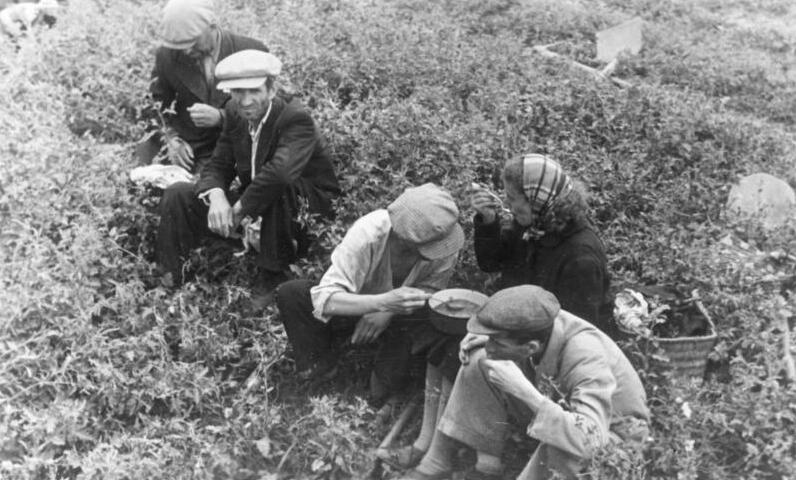
Photographie de propagande sur le front soviétique de Roumanie avec le texte antisémite correspondant : « Ils ne s'en sortent pas si mal : les Juifs et Juives soumis à des travaux punitifs sur les routes près de Chișinău en Bessarabie, à l'heure du déjeuner » (août 1941)
Dernier comité juif de la ville de Bălţi, raflé par la Wehrmacht, après avoir été retenu en otage pour avoir refusé de livrer les prétendus « juifs communistes ». Cet instantané est pris juste avant son exécution. Seul Bernard Walter (en costume blanc) survit à ce massacre (15 juillet 1941)
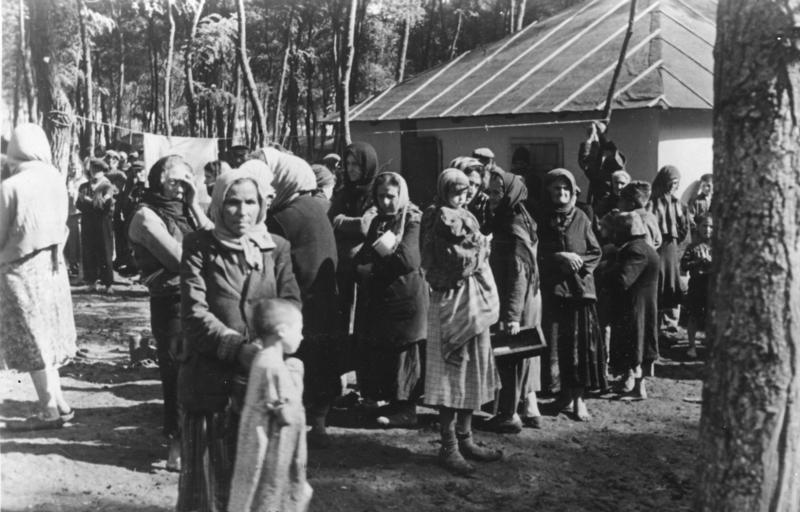
L'un des camps de concentration juifs de Transnistrie en septembre 1941

#### Avis officiel

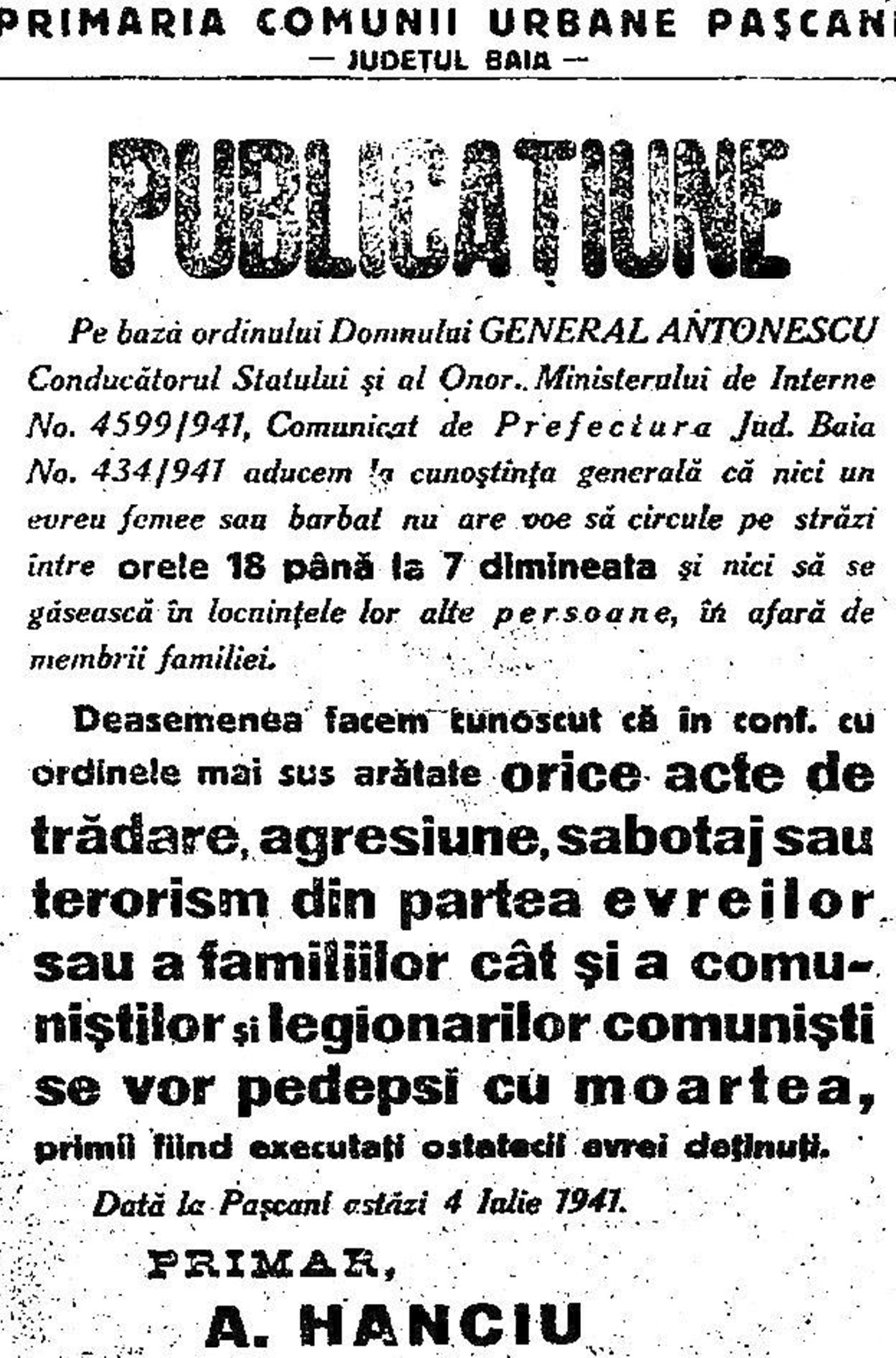
Avis menaçant notamment d'exécuter des otages juifs (4 juillet 1941)

Peu après l'entrée en guerre contre l'Union soviétique, A. Hanciu, le maire de Paşcani publie un avis annonçant un couvre-feu pour les Juifs et prévient que les otages juifs seraient abattus en cas de « sabotage » ou de « terrorisme », y compris pour des actes imputables à des non-juifs. Le texte fait référence à l'agitation « communiste » et, exceptionnellement, aux « Légionnaires communistes ». L'épithète est apparemment oxymorique : les « Légionnaires » étaient la Garde de fer, le mouvement fasciste et antisémite qui s'était rebellé contre l'extrême droite traditionaliste, et a donc été réprimé par le gouvernement d'Ion Antonescu. L'affiche fait probablement référence à une théorie du complot, selon laquelle certains légionnaires étaient pro-soviétiques, les différenciant de l'aile loyaliste (« codréniste ») de la Garde de fer. Ici, Hanciu cite des ordres spécifiques de la hiérarchie fasciste : Ion Antonescu et le ministre de l'Intérieur Mihai Antonescu.

Le texte se lit comme suit :
« Agissant conformément à l'Ordre du général Antonescu, le Chef de l'État et le Respecté Ministère de l'Intérieur, n° 4599/941, communiqué par la préfecture du comté de Baia [dans l'adresse] n° 434/941, nous le portons à la connaissance du public qu'aucun Juif, femme ou homme, n'est autorisé à circuler dans les rues entre 18 heures et 7 heures du matin et qu'ils ne doivent pas non plus héberger dans leurs habitations qui que ce soit d'autre que des membres de leur famille. De même, nous faisons savoir que, conformément aux ordres susmentionnés, tout acte de trahison, de sabotage ou de terrorisme de la part de Juifs, de familles juives ou de communistes et de légionnaires communistes sera puni de mort, les juifs détenus comme otages étant les premiers en ligne pour les exécutions. »

### Situation des Juifs dans le reste de la Roumanie

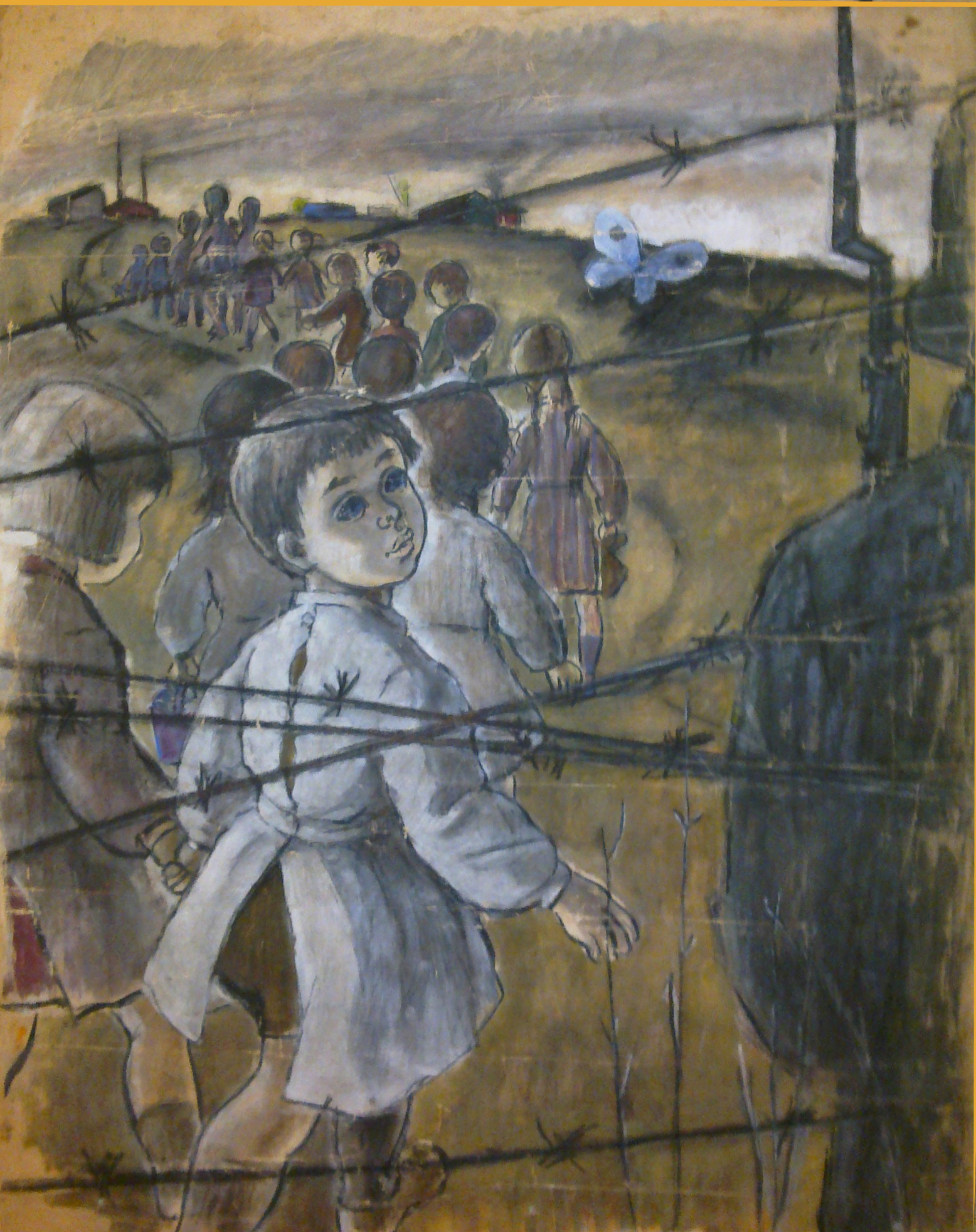
La Shoah en Roumanie, aquarelle d'Ioana Olteș pour les poèmes tragiques de Solomon Moscovici (1949).

En Roumanie même, la corruption se nourrit aussi de la spoliation des Juifs sous toutes ses formes. Même après la chute de la Garde de fer, le régime d'Antonescu, toujours allié de l'Allemagne nazie, poursuit la politique de persécution et d'exploitation des Juifs et, dans une moindre mesure, des Roms.
À partir de 1943 on met en place le travail forcé, imposé aux Juifs dans la voirie et les terrassements. 40 000 hommes sont affectés à des travaux journaliers près de leur résidence. Ils doivent se présenter le matin avec pelles et pioches, et souvent apporter leur déjeuner. 26 000 juifs peuvent acheter leur exemption.
Par les voix de leur ambassadeur à Bucarest, Manfred von Killinger, et de leur Judenberater (« conseiller-expert pour les affaires juives ») Dieter Wisliceny, les nazis reprochent au régime d'Antonescu son « inefficacité face à la question juive » et font pression pour que sa politique s'aligne sur la « Solution finale », c'est-à-dire, concrètement, que les Juifs roumains soient systématiquement exterminés, mais Antonescu, qui avait ordonné le massacre de tant de Juifs en Bessarabie, en Bucovine et en Transnistrie, se montre réticent concernant les autres. Fin 1941, le SS Gustav Richter et Radu Leca, plénipotentiaire roumain pour les affaires juives, avaient obtenu de Mihai Antonescu la création d'un conseil juif fantoche : Centrala Evreilor din Romania (« Centrale des Juifs de Roumanie »), mais, parallèlement, la Croix-rouge roumaine, Wilhelm Filderman et la confédération des sociétés juives de Roumanie continuent d'exercer leurs activités et organisent des secours pour les Juifs de Transnistrie.

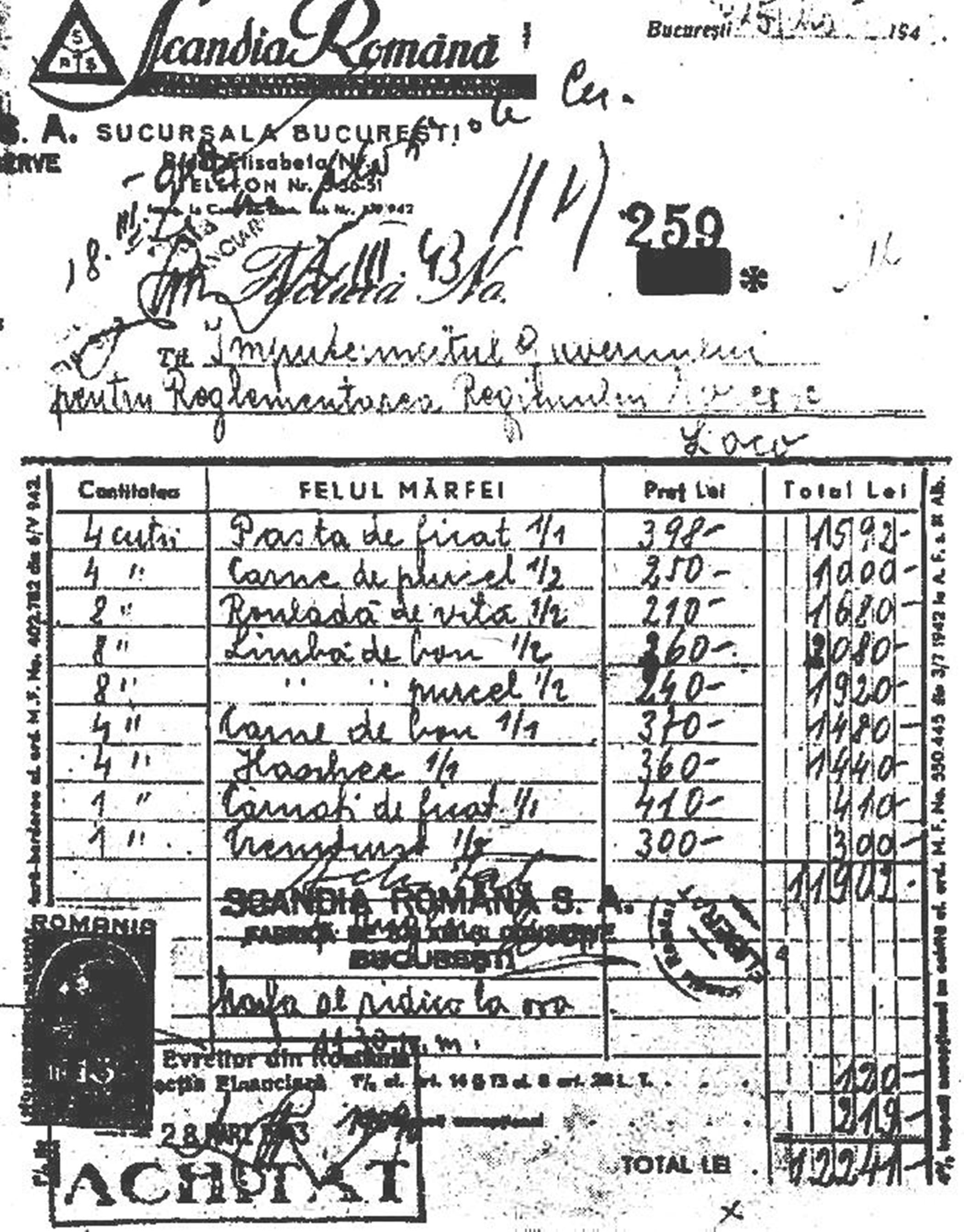
Facture par laquelle Scandia Română, producteurs alimentaires roumains, confirme la livraison de produits alimentaires en conserve à Radu Lecca, le commissaire aux questions juives, d'un montant de 11 902 Lei. Lecca a payé ces livraisons avec de l'argent extorqué à la communauté juive roumaine, menacée de travail obligatoire et/ou de déportation vers la Transnistrie. (mars-avril 1943)

En novembre 1941, Manfred von Killinger obtient que la Roumanie se désintéresse du sort des Juifs roumains en Allemagne, mais dans le Protectorat de Bohême-Moravie et dans les autres pays conquis, les consuls roumains continuent d'élever des protestations et d'intervenir lorsque les Juifs de nationalité roumaine sont menacés.

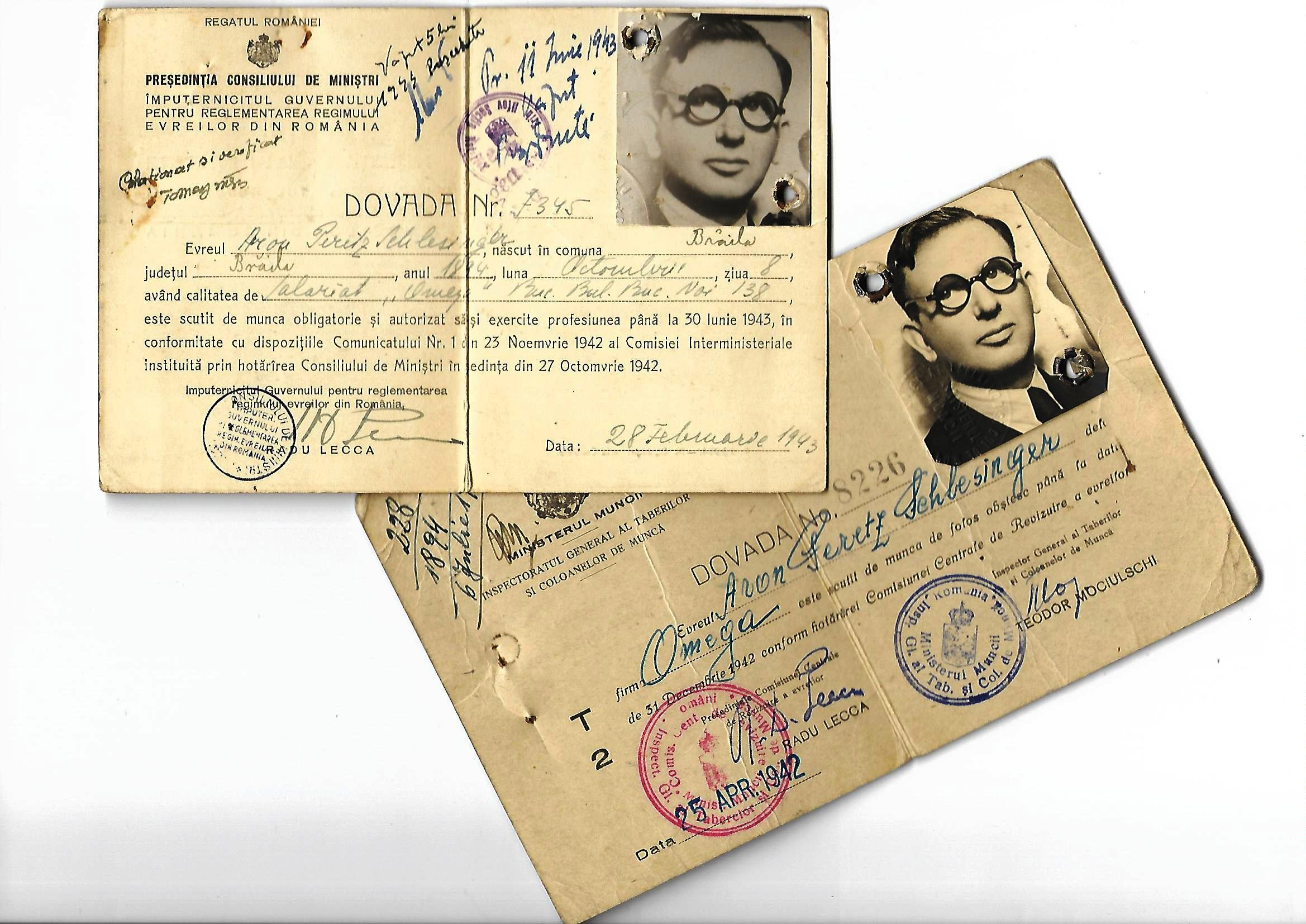
Cartes d'identité spéciales émises pour les Juifs et signées de la main de Radu Lecca (1943)

En juillet 1942, l'ambassade roumaine à Berlin fait remarquer que les Juifs hongrois d'Allemagne ne sont pas déportés et que la Roumanie peut difficilement accepter que les Juifs roumains soient plus mal traités que ceux de la Hongrie. Toujours en juillet 1942, à la grande joie d'Adolf Eichmann, chef du RSHA, les nazis semblent avoir obtenu tous les accords pour procéder à la déportation des Juifs roumains présents dans le district de Lublin en Pologne occupée et en août, Radu Leca est à Berlin pour parapher l'accord, mais il s'emploie à retarder l'opération et essuie le mépris et les reproches de ses hôtes qui le soupçonnent d'avoir été soudoyé pour cela. Le revirement roumain apparaît clairement aux Allemands à partir de décembre 1942 quand ils apprennent qu'Antonescu envisage d'autoriser de 75 000 à 80 000 Juifs à émigrer en Palestine moyennant une forte indemnité. Mais il s'agit de juifs roumains : les juifs soviétiques n'ont pas droit à la même politique et sont voués à être « nettoyés » (Antonescu ordonne le « nettoyage du terrain » conquis).

### Massacres d'Odessa

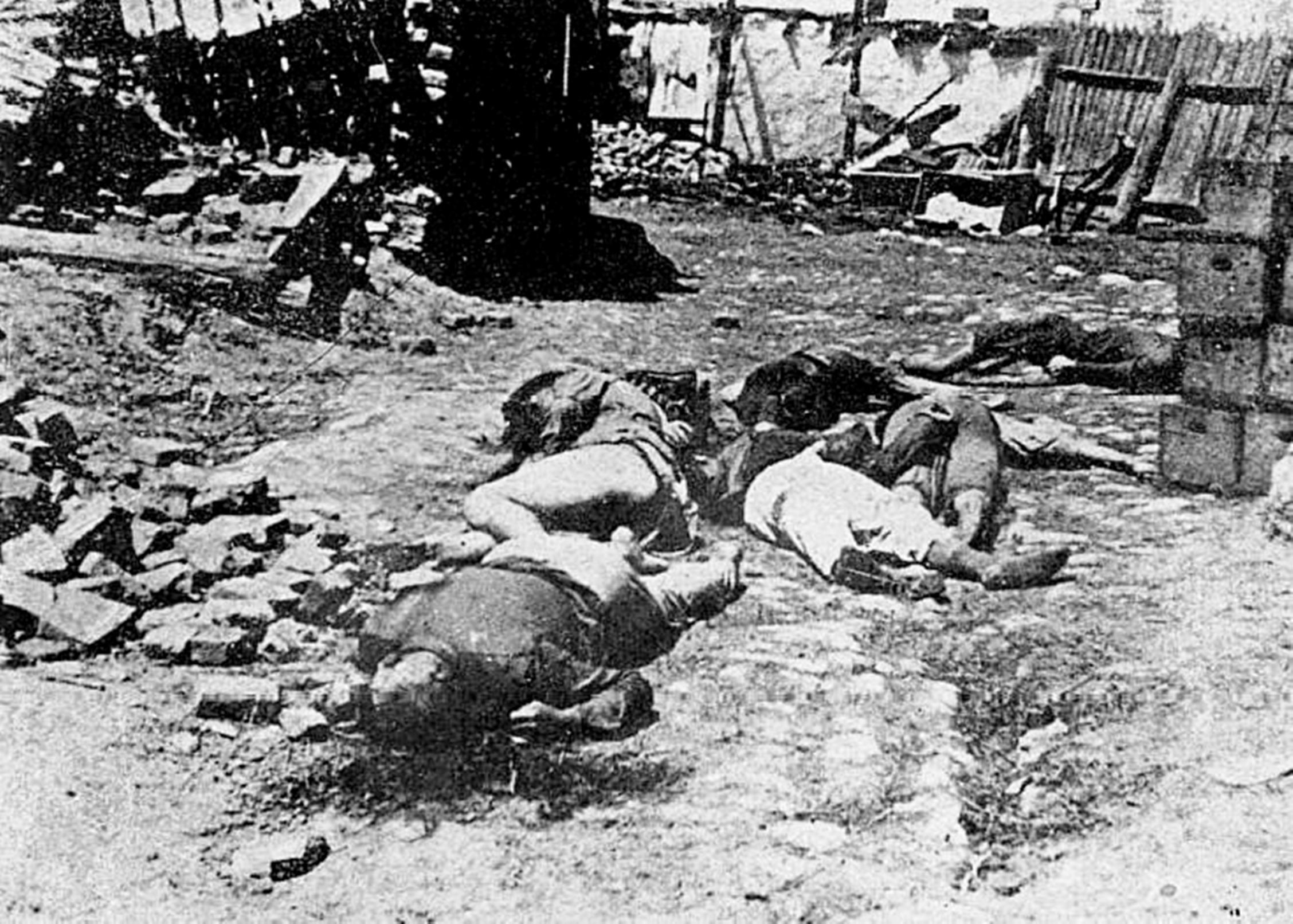
Massacre d'un convoi de déportés juifs entre Bârzula (Bîrzula, Byrzoula) et Grozdovka en Transnistrie, 1941

Six jours après l'entrée des troupes roumaines à Odessa, un attentat des partisans tue le général Glogojanu, commandant d'Odessa et 40 autres militaires. Le soir même, le gouvernement roumain ordonne des représailles implacables. Aussitôt, le nouveau commandant d'Odessa, le général Trestioreanu annonce qu'il va prendre des mesures pour pendre Juifs et communistes aux réverbères et aux balcons. Durant la nuit, 5 000 personnes sont raflées et exécutées.
Le 23 octobre, 19 000 Juifs sont exécutés et leurs cadavres arrosés d'essence et brûlés. Des milliers d'autres sont emprisonnés comme otages. Le 24 octobre, les Juifs emprisonnés sont transportés en dehors de la ville et fusillés devant des fossés anti-chars par groupe de 40 ou 50. L'opération se révélant trop lente, les 5 000 Juifs restants sont enfermés dans trois entrepôts, mitraillés, puis les entrepôts sont incendiés. 40 000 Juifs sont ainsi tués ce jour-là. Le 24 au soir, le maréchal Antonescu demande que les otages encore en vie connaissent les mêmes souffrances que les Roumains morts dans l'explosion. Les victimes sont amenées dans un entrepôt qui est dynamité le 25 octobre, jour de l'enterrement des Roumains victimes de l'attentat du 22 octobre. C'est à cette occasion qu'Antonescu déclare « Peu m'importe si l'histoire nous considère comme des barbares du moment que nous sommes vainqueurs ».
Le 1er novembre, Odessa ne compte plus que 33 885 Juifs, surtout des femmes et des enfants vivant terrorisés dans le quartier de Moldoveanca. Les Juifs d'Odessa et de sa région sont ensuite déportés en Transnistrie sous occupation roumaine, à Bogdanovka, Domanevka et Akhmetchetka. Ils y sont logés dans des conditions déplorables, entassés dans d'anciens kolkhozes ruinés, dans des étables et des porcheries, où, à partir du mois de décembre, ils sont massacrés par la milice ukrainienne locale recrutée par les nazis.
Les massacres d'Odessa, durant l'automne 1941 et le début de 1942, ont fait en tout près de 100 000 morts.
Pendant cette période, un avocat bucarestois, Matatias Carp, président de l'Union des Juifs roumains, consigne au fur et à mesure que les informations lui parviennent et les communique à Wilhelm Filderman, ancien camarade de lycée d'Ion Antonescu qui se « justifie » ainsi auprès de son ex-ami de jeunesse, le 19 octobre 1941 : « À Odessa, les Juifs avaient poussé les troupes soviétiques à une résistance inutilement prolongée, simplement pour nous infliger plus de pertes ».

## Historiographie et analyses

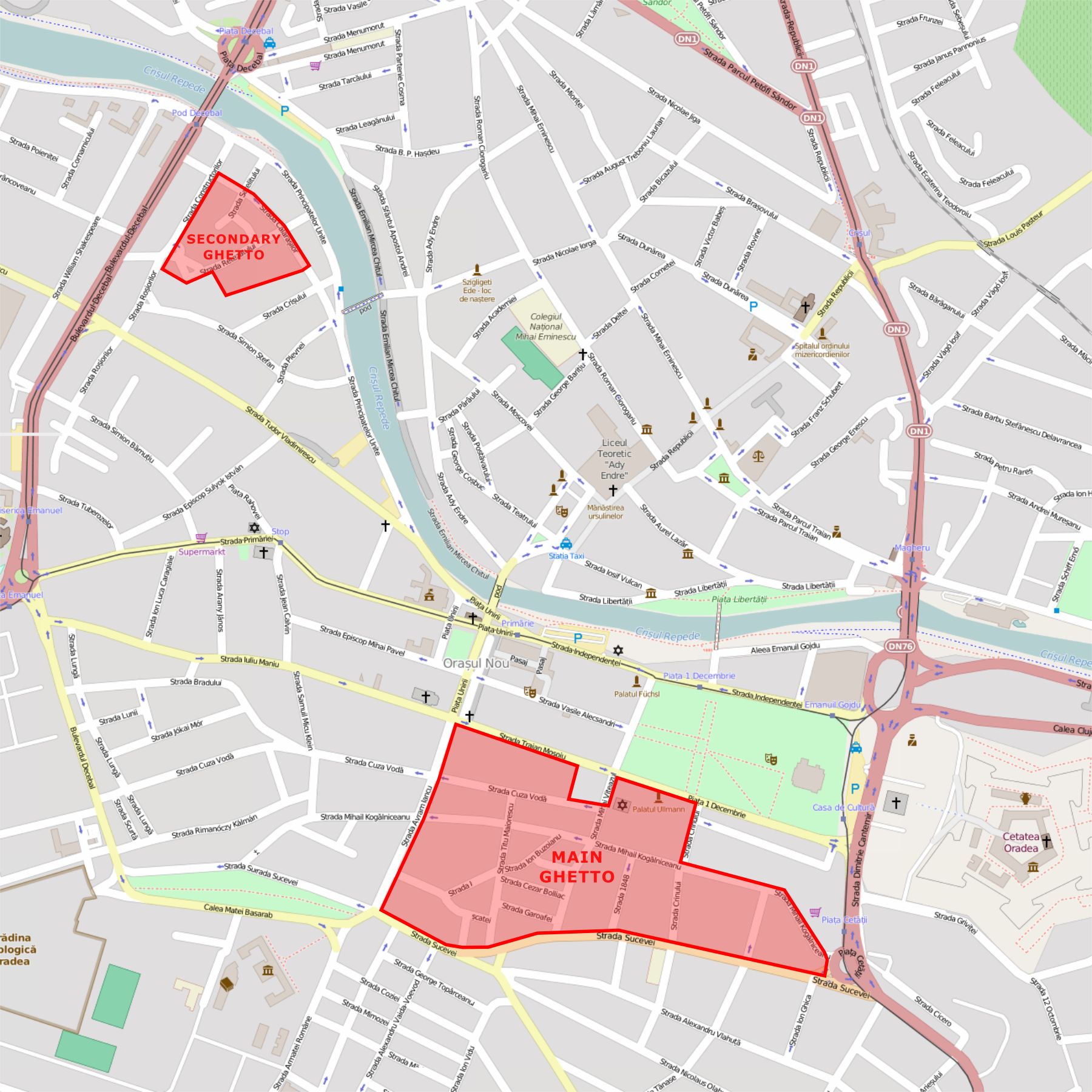
Carte des ghettos juifs d'Oradea en Roumanie, soit en Hongrie à l'époque (printemps 1944)

L'historien Raul Hilberg écrit : « Aucun pays, Allemagne exceptée, ne participa aussi massivement au massacre des Juifs ». La « Commission Wiesel » reprend son analyse, résumant ainsi les crimes du régime Antonescu : « De tous les alliés de l'Allemagne nazie, la Roumanie avait la plus forte communauté juive et porte donc la responsabilité de la mort de plus de Juifs que n'importe quel pays autre que l'Allemagne elle-même… Iaşi, Odessa, Bogdanovka, Domanovka et Petchora, par exemple, comptent parmi les massacres les plus hideux commis contre les Juifs au cours de la Shoah. La Roumanie a commis un génocide contre les Juifs. Le fait que des Juifs aient survécu dans certaines parties de la Roumanie ne doit pas masquer cette réalité ».
Il existe aujourd'hui trois interprétations de la Shoah en Roumanie. Les auteurs décrivent tous les mêmes faits, mais ceux qui les ont eux-mêmes vécus, tels Matatias Carp, Raul Hilberg, Marius Mircu ou Raoul Rubsel les décrivent comme un « hiatus d'inhumanité, une parenthèse monstrueuse » dans l'histoire du peuple roumain. À l'encontre de cette position, les historiens Carol Iancu (français, Université de Montpellier), Leon Volovici (britannique) et Radu Ioanid (américain) parmi quelques autres, affirment que les courants xénophobes et antisémites qui ont abouti aux crimes, font « partie intégrante de l'identité roumaine », adoptant ainsi le point de vue des survivants de la Garde de fer. C'est aussi la position prise par les commentateurs français du Livre noir de Carp,.

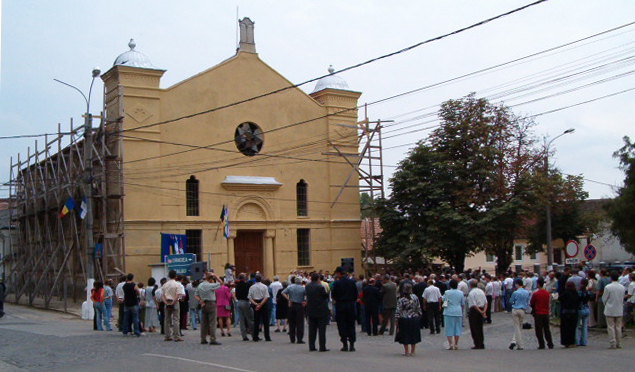
Inauguration au Musée de la Shoah de Șimleu Silvaniei.

Florin Constantiniu, dans son Histoire sincère de la Roumanie, et le rapport final de la Commission internationale sur la Shoah en Roumanie validé le 11 novembre 2004 par le parlement roumain, ne se prononcent pas sur cette question, mais soulignent que la disparition de la démocratie et la légitimation de la violence comme moyen politique ont rendu ces crimes possibles et que la violence ainsi déchaînée d'abord contre les Juifs et les Roms a sévi ensuite, sous un autre régime, jusqu'au 22 décembre 1989, au détriment de l'ensemble du peuple roumain. L'historien Neagu Djuvara, pour sa part, a estimé que la première position (celle de l'hiatus) est « cathartique, car elle suscite l'horreur chez les jeunes générations et les incite à prendre des moyens pour que cela ne recommence pas », tandis que la deuxième position (celle de l'antisémitisme comme partie intégrante de l'identité) est « génératrice de nouvelles formes de xénophobie, car le jeune lecteur se trouve accusé et culpabilisé d'être antisémite par le seul fait d'être né roumain, ce qui ne l'incite pas à ressentir de l'empathie pour les victimes et peut le pousser à adhérer aux fantasmes des bourreaux » ; il ajoute que « si l'on appliquait cette position à la France, il faudrait considérer Gobineau, Maurras, Darnand, Doriot et le régime de Vichy comme un axe incontournable de l'identité française ». 

Quoi qu'il en soit, à l'encontre de la politique d'Ion Antonescu, il y eut des citoyens roumains qui, avec humanité et courage, en exposant leurs vies, s'y sont opposés. Comme en France, l'attaque contre l'URSS a fait sortir les communistes de l'expectative et leur a fait rejoindre l'opposition au fascisme. Deux divisions roumaines, nommées « Tudor Vladimirescu » et « Horia-Cloșca-Crișan », se sont constituées du côté Allié : elles sont l'équivalent roumain de la division Leclerc et combattirent en URSS contre les nazis. « Yad Vashem » étant inconnu dans les pays de l'Est pendant la période communiste (1946-1990), la plupart des « justes » moururent sans apprendre son existence et seuls quelque 139 roumains (dont 60 en Roumanie et 79 en Moldavie) ont été identifiés par Israël comme « Justes ».

Enfants rescapés de Transnitrie (1944)
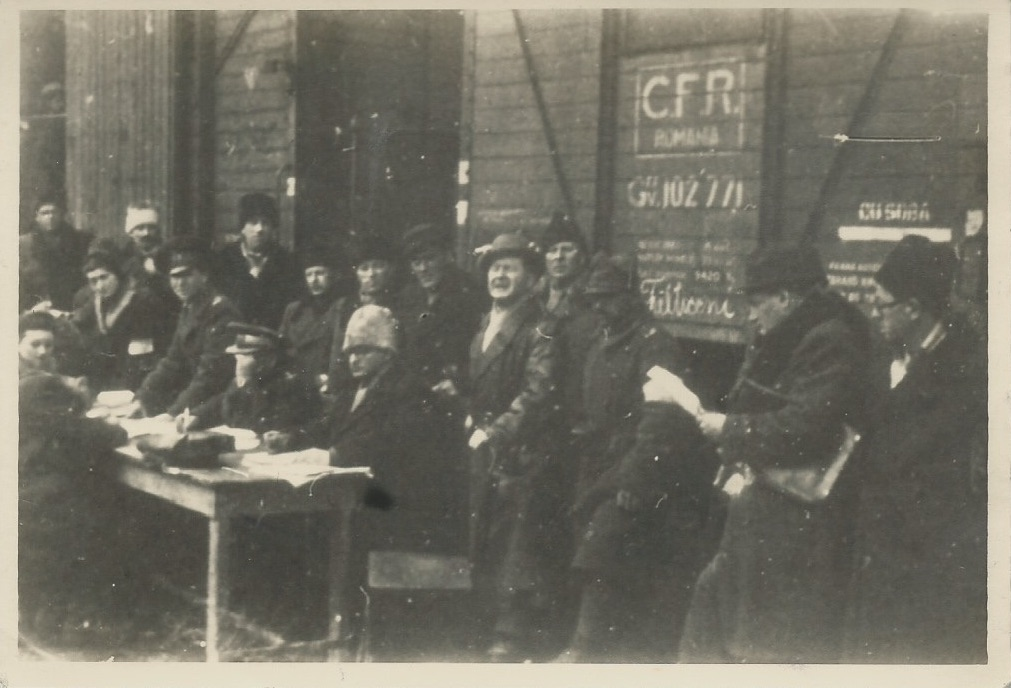
Sur le quai de gare, tri des enfants orphelins avant leur libération de Transnistrie
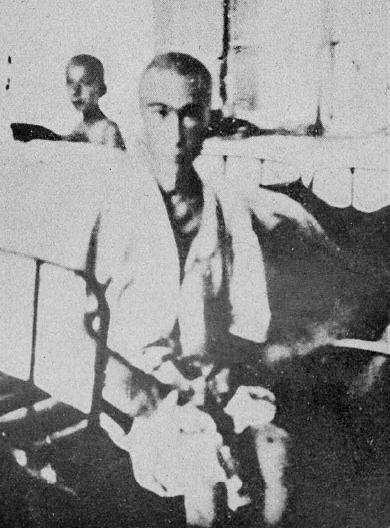
Deux adolescents juifs affamés, déportés en Transnistrie par le gouvernement roumain.
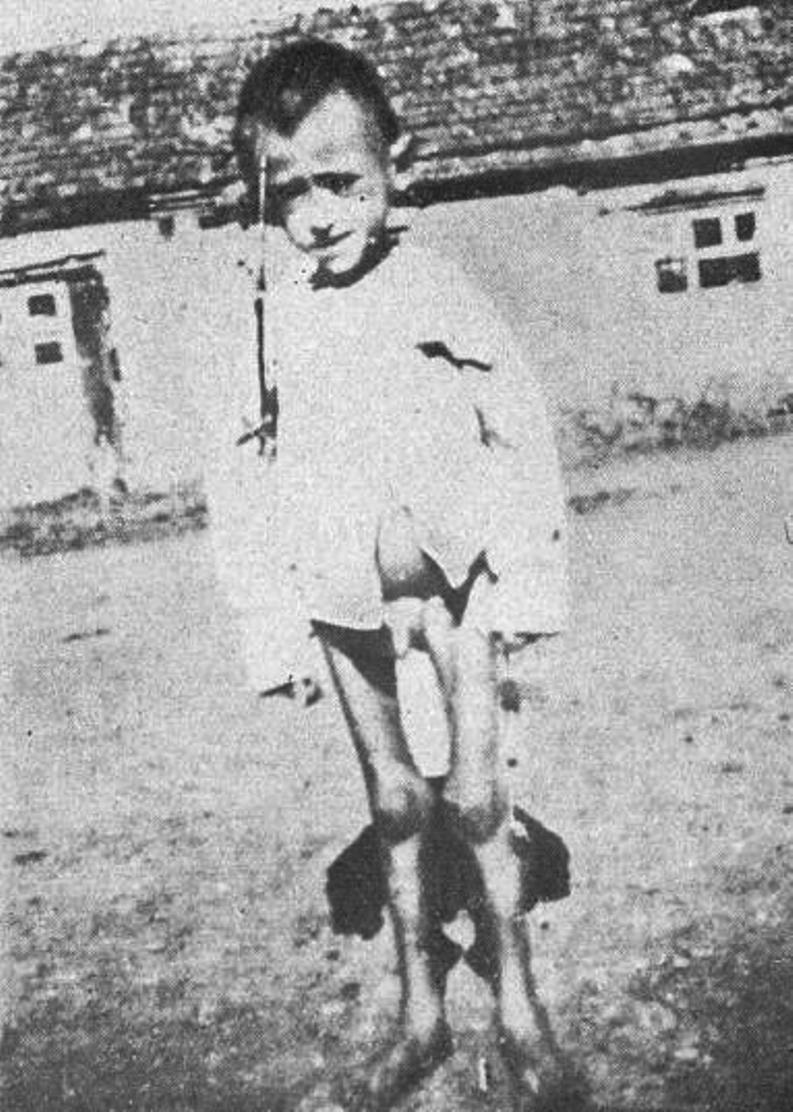
Enfant juif étique déporté en Transnistrie
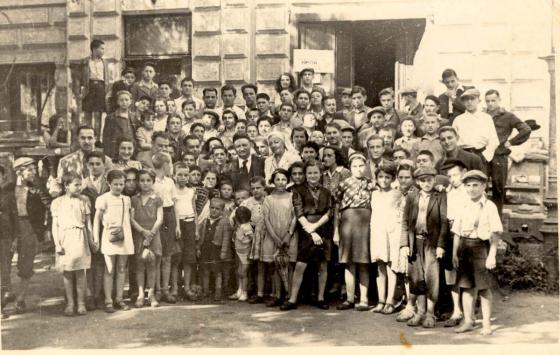
Orphelins rescapés de Transnistrie, avec Freddie Shraga[48] et Hannah Kave, à Bucarest[49].

## Juifs en Roumanie après la chute d'Antonescu
Le 23 août 1944 la Roumanie rejoint les Alliés, emprisonne Antonescu, et le gouvernement du général Constantin Sănătescu supprime les mesures discriminatoires, mais les survivants se trouvent dans une situation de précarité que les conditions de guerre aggravent, d'autant que les profiteurs de la « roumanisation » ne sont pas près de rendre les biens spoliés. Contrairement à une légende bien ancrée en Roumanie, les militaires de l'Armée rouge ne manifestent aucun empressement à rétablir les Juifs dans leurs droits : ils ne se préoccupent que de leurs propres intérêts.
Quant aux Juifs présents dans la direction du Parti communiste, qui prend le pouvoir par le coup d'État du 6 mars 1945 et dont les plus connus sont Ana Pauker et Joseph Kichinevski (ro), ils ne se comportent pas en Juifs (ce serait du « nationalisme petit-bourgeois » ou pire, du « cosmopolitisme ») mais en communistes staliniens et, à ce titre, bien des Juifs se retrouvent eux aussi en camp comme « exploiteurs », « bourgeois » ou « éléments douteux », après la proclamation de la République populaire roumaine fin 1947. Si le régime communiste permet la résurgence de théâtres et de journaux en yiddish, ainsi que de quelques orchestres klezmer, ce folklore d'opérette, comme le folklore roumain, magyar ou saxon, coupé de ses racines et embrigadé par la propagande officielle, ne parvient pas à dissimuler l'étouffement de toute vie intellectuelle et économique.
Comme le fascisme d'Antonescu avant lui, le régime communiste de Roumanie a su tirer profit de l'émigration qu'il provoqua, en faisant payer le visa de sortie (comme pour les Allemands ou les Grecs de Roumanie) au prorata du niveau d'études ou de formation atteint… qui, chez les Juifs roumains, était généralement élevé. Entre fascisme et communisme, le judaïsme roumain n'est plus qu'un souvenir en Roumanie… mais perdure en Israël où plusieurs journaux et de nombreux livres paraissent en roumain. Par ailleurs le régime de Ceausescu n'a jamais rompu, ni après la guerre des six-jours en 1967 comme les autres pays socialistes membres du pacte de Varsovie, ni après la guerre du Kippour en 1973 comme les pays du Tiers-Monde, membres du mouvement des Non-Alignés, ses relations diplomatiques avec Israël.